# Marie-Laure Brunet
Marie-Laure Brunet (* 20. November 1988 in Lannemezan, Département Hautes-Pyrénées in Frankreich) ist eine ehemalige französische Biathletin.

## Sportlicher Werdegang
Marie-Laure Brunet startete für US Autrans. Sie wuchs in Bagnères-de-Luchon auf und begann in Villard-de-Lans 2003 mit dem Biathlon. Seit 2006 gehörte sie zum französischen Nationalkader. Ihr Trainer war Thierry Dusserre. Sie startete seit 2004 zunächst im Junioren-Europacup und verbesserte sich hier stetig. Bei den Juniorenweltmeisterschaften 2007 in Martell gewann sie Gold mit der französischen Staffel und Bronze im Einzelwettbewerb. Zur Saison 2007/08 wechselte sie in den Seniorenbereich.
Zunächst trat sie im Europacup in Geilo an (23. im Sprint; 15. in der Verfolgung) und anschließend zum ersten Mal im Biathlon-Weltcup. Als 26. konnte sie im Einzel von Kontiolahti erste Weltcuppunkte gewinnen. Bei den Juniorenweltmeisterschaften 2008 in Ruhpolding erreichte sie den dritten Platz in der Verfolgung und gewann Silber im Staffel- und Einzelwettbewerb. Ihren ersten Erfolg im Seniorenbereich erlangte sie bei der Biathlon-WM 2008 im schwedischen Östersund mit der Bronze-Medaille in der Staffel gemeinsam mit Delphine Peretto, Sylvie Becaert und Sandrine Bailly. Direkt nach der WM, im koreanischen Pyeongchang, erreichte sie erstmals die Top-10-Plätze, als sie als Vierte nur knapp das Podest verpasste. Bei den Weltmeisterschaften 2009 in Pyeongchang sorgte Marie-Laure Brunet im Verfolgungsrennen für Aufsehen, als sie als einzige Starterin fehlerfrei beim Schießen blieb und sich von Platz 52 nach dem Sprint auf Platz 7 verbesserte. Wenige Tage später gewann sie ihre erste WM-Goldmedaille – mit der französischen Mixed-Staffel zusammen mit Sylvie Becaert, Vincent Defrasne und Simon Fourcade. Ihre zweite Medaille bei den Titelkämpfen in Südkorea erkämpfte Marie-Laure Brunet gemeinsam mit Becaert, Marie Dorin und Sandrine Bailly in der 4 × 6-km-Staffel der Frauen. Kurz darauf konnte sie in der Verfolgung von Trondheim ihr erstes Weltcuppodest feiern.
Auch national war Brunet in dieser Zeit erfolgreich. 2009 gewann sie die Titel im Massenstart und mit der Mixed-Staffel. Bei den Französischen Meisterschaften 2010 kamen Titel im Massenstart, Supersprint und mit der Mixed-Staffel hinzu.
Bei den Olympischen Winterspielen 2010 in Vancouver belegte Marie-Laure Brunet im Sprint-Wettbewerb den 6. Platz. Bei der anschließenden Verfolgung konnte sie sich auf den 3. Platz verbessern und gewann die Bronzemedaille hinter Magdalena Neuner und Anastasiya Kuzmina. Mit der Staffel erreichte sie die Silbermedaille. Am Ende der Saison war sie wie schon 2009 beste Französin im Gesamtweltcup.
In Chanty-Mansijsk gewann sie bei den Weltmeisterschaften 2011 Bronze mit der Mixed-Staffel zusammen mit Marie Dorin Habert, Alexis Boeuf und Martin Fourcade.
Ihre erfolgreichsten Weltmeisterschaften waren die Wettkämpfen 2012 in Ruhpolding. Dort erreichte sie in den Einzeldisziplinen Einzel und Massenstart und in der 4 × 6-km-Staffel gemeinsam mit Dorin-Habert, Sophie Boilley und Anaïs Bescond jeweils eine Silbermedaille. In jener Saison erreichte Brunet auch ihr bestes Gesamtweltcup-Ergebnis. Sie wurde Siebte und damit erneut beste Französin.
Im darauffolgenden Jahr gewann sie in der Mixedstaffel die Silbermedaille. Die Besetzung war die gleiche wie bei dem Bronzegewinn 2011.

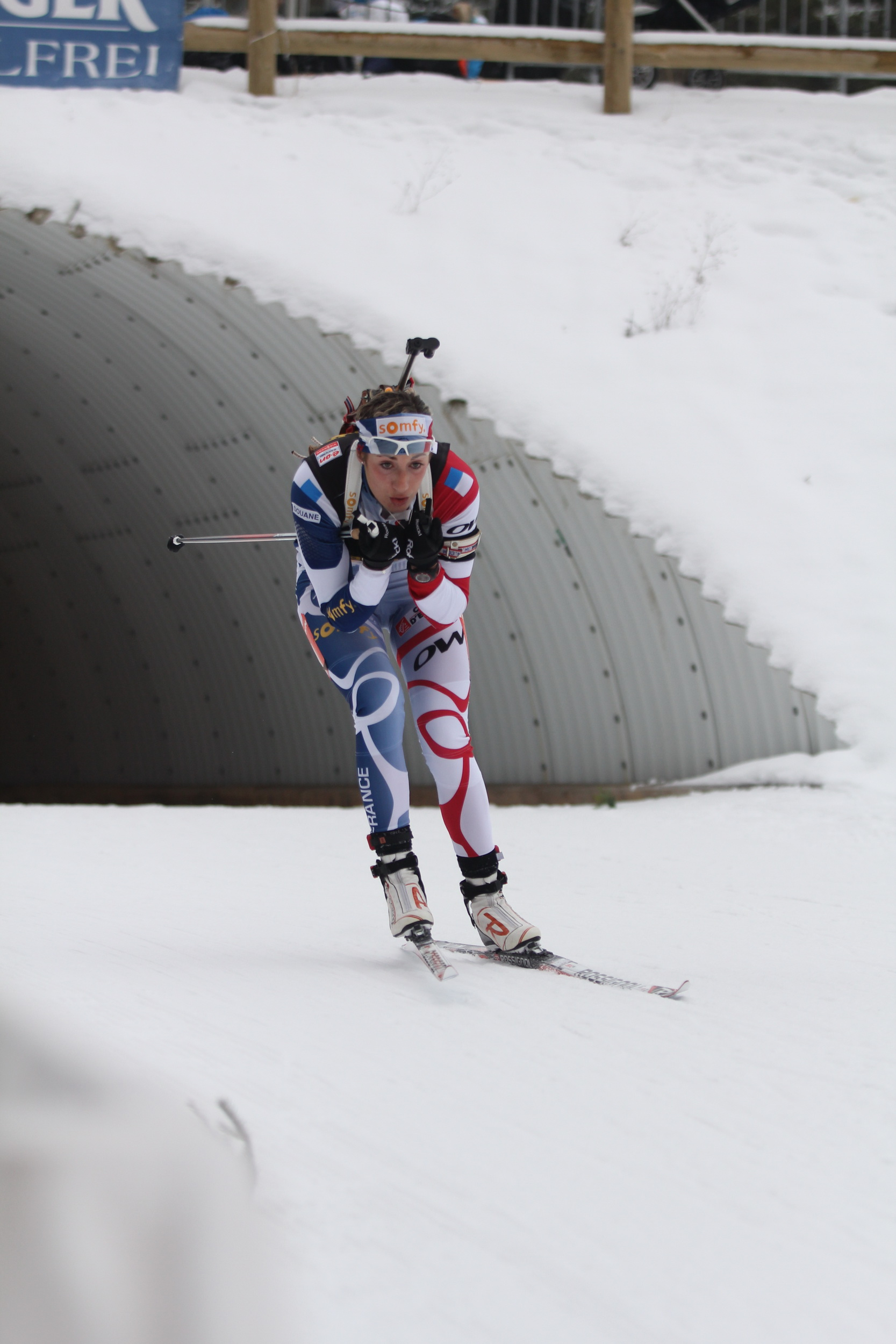
Marie-Laure Brunet bei der WM 2013

2014 nahm Brunet an ihren zweiten Olympischen Spielen teil. Im Sprint wurde sie nur 55. und startete in der darauffolgenden Verfolgung nicht. Nachdem sie im Einzelrennen als 16. wieder unter die besten 20 Laufen konnte, brach sie in der Damenstaffel als Startläuferin in der zweiten Runde zusammen. Als Grund wurde von Teamarzt Thomas Lacroix ein Schwächeanfall aufgrund emotionalen Stresses genannt. Schon vor dem Rennen soll es bei ihr zu Panikattacken gekommen sein. Die restliche Saison bestritt Marie-Laure Brunet keine Wettkämpfe mehr.
Am 7. Juni 2014 trat Brunet aufgrund fehlender Motivation und persönlicher Gründe vom aktiven Leistungssport zurück.

## Nach der Karriere
Seit 2014 war Marie-Laure Brunet Mitglied des Informationskomitees der IBU.
2015 begann sie ein Masterstudium für Mentalcoaching an der französischen Sportfördereinrichtung INSEP. Anschließend arbeitete sie mit Unternehmen in diesem Bereich zusammen und begann auch, aktive Leistungssportler zu coachen. So arbeitet sie unter anderem mit den Biathleten Fabien Claude, Émilien Jacquelin und Julia Simon, der Mountainbikerin Loana Lecomte und dem französischen Radsportteam Groupama-FDJ zusammen. Des Weiteren gehörten fünfzehn Athleten der Olympischen Sommerspiele 2024 zu ihren Schützlingen.
Zudem ist Brunet seit 2024 Präsidentin des Verwaltungsrats der École nationale des sports de montagne, einer Vereinigung der Sportschulen in Chamonix-Mont-Blanc und Prémanon.

## Privates
Brunet war einige Jahre mit dem Biathleten Vincent Jay liiert. Seit dem Frühjahr 2011 geht das Paar privat wieder getrennte Wege.

## Biathlon-Weltcup-Platzierungen
Die Tabelle zeigt alle Platzierungen (je nach Austragungsjahr einschließlich Olympische Spiele und Weltmeisterschaften).
- 1.–3. Platz: Anzahl der Podiumsplatzierungen
- Top 10: Anzahl der Platzierungen unter den ersten zehn (einschließlich Podium)
- Punkteränge: Anzahl der Platzierungen innerhalb der Punkteränge (einschließlich Podium und Top 10)
- Starts: Anzahl gelaufener Rennen in der jeweiligen Disziplin
- Staffel: inklusive Mixed- und Single-Mixed-Staffeln

| Platzierung         | Einzel | Sprint | Verfolgung | Massenstart | Staffel | Gesamt |
| ------------------- | ------ | ------ | ---------- | ----------- | ------- | ------ |
| 1. Platz            |        |        |            |             | 2       | 2      |
| 2. Platz            | 2      | 1      |            | 2           | 11      | 16     |
| 3. Platz            | 1      |        | 3          |             | 10      | 14     |
| Top 10              | 5      | 14     | 15         | 12          | 37      | 83     |
| Punkteränge         | 16     | 46     | 35         | 22          | 39      | 158    |
| Starts              | 18     | 57     | 38         | 22          | 39      | 174    |
| Stand: Karriereende |        |        |            |             |         |        |